# Steve Smith (cestista)
Steven Delano Smith, detto Steve (Highland Park, 31 marzo 1969), è un ex cestista statunitense, professionista nella NBA.

## Carriera
È stato selezionato dai Miami Heat al primo giro del Draft NBA 1991 (5ª scelta assoluta).
Con gli ha disputato i Campionati mondiali del 1994, i Campionati americani del 1999 e i Giochi olimpici di Sydney 2000.

## Statistiche
| † | Denota le stagioni in cui ha vinto il titolo |
| * | Primo nella lega                             |

### NCAA
| Anno      | Squadra      | PG  | PT | MP   | TC%  | 3P%  | TL%  | RP  | AP  | PRP | SP  | PP   |
| --------- | ------------ | --- | -- | ---- | ---- | ---- | ---- | --- | --- | --- | --- | ---- |
| 1987-1988 | MSU Spartans | 28  | -  | 29,0 | 46,6 | 46,7 | 75,8 | 4,0 | 2,9 | 1,0 | 0,1 | 10,7 |
| 1988-1989 | MSU Spartans | 33  | -  | 35,4 | 47,8 | 34,9 | 76,3 | 6,9 | 3,4 | 1,3 | 0,4 | 17,7 |
| 1989-1990 | MSU Spartans | 31  | -  | 34,9 | 52,6 | 45,9 | 69,5 | 7,0 | 4,8 | 0,8 | 0,5 | 20,2 |
| 1990-1991 | MSU Spartans | 30  | -  | 37,8 | 47,3 | 40,7 | 80,2 | 6,1 | 3,6 | 0,5 | 0,2 | 25,1 |
| Carriera  | Carriera     | 122 | -  | 34,4 | 48,7 | 41,6 | 75,6 | 6,1 | 3,7 | 0,9 | 0,3 | 18,5 |

### NBA

#### Regular season
| Anno       | Squadra             | PG  | PT  | MP   | TC%  | 3P%   | TL%  | RP  | AP  | PRP | SP  | PP   |
| ---------- | ------------------- | --- | --- | ---- | ---- | ----- | ---- | --- | --- | --- | --- | ---- |
| 1991-1992  | Miami Heat          | 61  | 59  | 29,6 | 45,4 | 32,0  | 74,8 | 3,1 | 4,6 | 1,0 | 0,3 | 12,0 |
| 1992-1993  | Miami Heat          | 48  | 43  | 33,5 | 45,1 | 40,2  | 78,7 | 4,1 | 5,6 | 1,0 | 0,3 | 16,0 |
| 1993-1994  | Miami Heat          | 78  | 77  | 35,6 | 45,6 | 34,7  | 83,5 | 4,5 | 5,1 | 1,1 | 0,4 | 17,3 |
| 1994-1995  | Miami Heat          | 2   | 2   | 31,0 | 37,9 | 16,7  | 77,3 | 3,0 | 3,5 | 1,0 | 0,5 | 20,5 |
| 1994-1995  | Atlanta Hawks       | 78  | 59  | 33,4 | 42,7 | 33,4  | 84,5 | 3,5 | 3,4 | 0,8 | 0,4 | 16,2 |
| 1995-1996  | Atlanta Hawks       | 80  | 80  | 35,7 | 43,2 | 33,4  | 82,6 | 4,1 | 2,8 | 0,9 | 0,2 | 18,1 |
| 1996-1997  | Atlanta Hawks       | 72  | 72  | 39,1 | 42,9 | 33,5  | 84,7 | 3,3 | 4,2 | 0,9 | 0,3 | 20,1 |
| 1997-1998  | Atlanta Hawks       | 73  | 73  | 39,1 | 44,4 | 35,1  | 85,5 | 4,2 | 4,0 | 1,0 | 0,4 | 20,1 |
| 1998-1999  | Atlanta Hawks       | 36  | 36  | 36,5 | 40,2 | 33,8  | 84,9 | 4,2 | 3,3 | 1,0 | 0,3 | 18,7 |
| 1999-2000  | Portland T. Blazers | 82  | 81  | 32,8 | 46,7 | 39,8  | 85,0 | 3,8 | 2,5 | 0,9 | 0,4 | 14,9 |
| 2000-2001  | Portland T. Blazers | 81  | 36  | 31,4 | 45,6 | 33,9  | 89,0 | 3,4 | 2,6 | 0,6 | 0,3 | 13,6 |
| 2001-2002  | San Antonio Spurs   | 77  | 76  | 28,7 | 45,5 | 47,2* | 87,8 | 2,5 | 2,0 | 0,7 | 0,2 | 11,6 |
| 2002-2003† | San Antonio Spurs   | 53  | 18  | 19,5 | 38,8 | 33,1  | 83,3 | 1,9 | 1,3 | 0,5 | 0,2 | 6,8  |
| 2003-2004  | N.O. Hornets        | 71  | 4   | 13,1 | 40,6 | 40,2  | 92,8 | 1,1 | 0,8 | 0,2 | 0,1 | 5,0  |
| 2004-2005  | Charlotte Bobcats   | 37  | 1   | 17,2 | 42,7 | 42,2  | 87,0 | 1,3 | 1,5 | 0,3 | 0,2 | 7,9  |
| 2004-2005  | Miami Heat          | 13  | 0   | 8,8  | 30,0 | 20,0  | 66,7 | 1,2 | 1,1 | 0,2 | 0,0 | 1,8  |
| Carriera   | Carriera            | 942 | 717 | 30,6 | 44,0 | 35,8  | 84,5 | 3,2 | 3,1 | 0,8 | 0,3 | 14,3 |
| All-Star   | All-Star            | 1   | 0   | 16,0 | 50,0 | 40,0  | -    | 3,0 | 0,0 | 0,0 | 0,0 | 14,0 |

#### Play-off
| Anno     | Squadra             | PG | PT | MP   | TC%  | 3P%   | TL%   | RP  | AP  | PRP | SP  | PP   |
| -------- | ------------------- | -- | -- | ---- | ---- | ----- | ----- | --- | --- | --- | --- | ---- |
| 1992     | Miami Heat          | 3  | 3  | 33,3 | 52,9 | 63,6* | 83,3  | 2,0 | 5,0 | 1,3 | 0,3 | 16,0 |
| 1994     | Miami Heat          | 5  | 5  | 38,4 | 41,3 | 40,9  | 84,0  | 6,0 | 2,2 | 0,8 | 0,4 | 19,2 |
| 1995     | Atlanta Hawks       | 3  | 3  | 36,0 | 39,5 | 38,9  | 84,2  | 2,7 | 2,0 | 2,0 | 0,3 | 19,0 |
| 1996     | Atlanta Hawks       | 10 | 10 | 42,1 | 43,9 | 41,0  | 80,8  | 4,1 | 3,2 | 1,3 | 1,3 | 21,7 |
| 1997     | Atlanta Hawks       | 10 | 10 | 42,1 | 39,6 | 32,7  | 82,4  | 3,9 | 1,7 | 0,4 | 0,1 | 18,9 |
| 1998     | Atlanta Hawks       | 4  | 4  | 40,0 | 57,4 | 50,0  | 68,8  | 2,8 | 2,3 | 0,5 | 0,8 | 24,8 |
| 1999     | Atlanta Hawks       | 9  | 9  | 39,6 | 35,3 | 27,3  | 90,7  | 3,4 | 3,3 | 1,6 | 0,2 | 17,3 |
| 2000     | Portland T. Blazers | 16 | 16 | 37,8 | 48,6 | 54,7  | 88,5  | 2,5 | 2,8 | 1,2 | 0,3 | 17,1 |
| 2001     | Portland T. Blazers | 3  | 3  | 40,7 | 47,1 | 36,4  | 93,8  | 4,3 | 2,3 | 0,7 | 0,3 | 17,0 |
| 2002     | San Antonio Spurs   | 10 | 10 | 29,8 | 36,8 | 26,3  | 96,7  | 3,4 | 1,7 | 0,8 | 0,1 | 10,3 |
| 2003†    | San Antonio Spurs   | 9  | 0  | 7,3  | 20,8 | 16,7  | 100,0 | 0,8 | 0,7 | 0,1 | 0,0 | 1,8  |
| 2004     | N.O. Hornets        | 5  | 0  | 9,2  | 46,2 | 54,5  | 66,7  | 1,6 | 0,2 | 0,0 | 0,0 | 6,4  |
| 2005     | Miami Heat          | 3  | 0  | 2,7  | 0,0  | -     | -     | 0,0 | 0,0 | 0,0 | 0,0 | 0,0  |
| Carriera | Carriera            | 90 | 73 | 32,2 | 42,6 | 39,4  | 85,8  | 3,0 | 2,2 | 0,9 | 0,3 | 14,9 |

#### Massimi in carriera
- Massimo di punti: 41 vs Utah Jazz (30 gennaio 1997)[1]
- Massimo di rimbalzi: 14 vs Cleveland Cavaliers (2 maggio 1999)
- Massimo di assist: 15 vs Washington Bullets (23 gennaio 1994)
- Massimo di palle rubate: 5 vs Philadelphia 76ers (9 aprile 1997)
- Massimo di stoppate: 4 vs Golden State Warriors (30 marzo 1995)
- Massimo di minuti giocati: 50 (2 volte)

## Palmarès

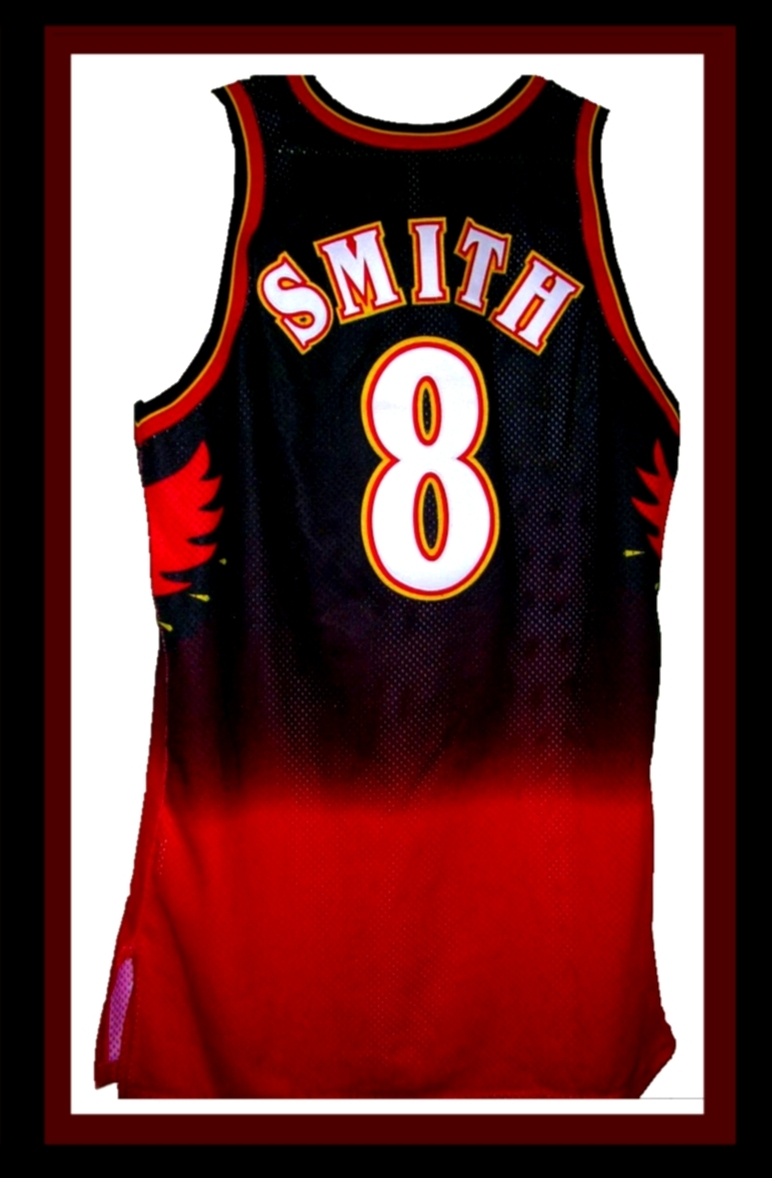

- NCAA AP All-America Second Team (1991)
- NCAA AP All-America Third Team (1990)
- Campionato NBA: 1

San Antonio Spurs: 2003
- NBA All-Rookie First Team (1992)
- NBA All-Star (1998)
- Miglior tiratore da tre punti NBA (2002)